# جيمس ألفريد يوينغ
جيمس ألفريد يوينغ (بالإنجليزية: James Alfred Ewing)‏ (و. 1855 – 1935 م) هو مهندس مدني، وفيزيائي، ومهندس، وأستاذ جامعي من المملكة المتحدة . ولد في دندي.
وكان عضواً في الجمعية الملكية .
توفي في إدنبرة ، عن عمر يناهز 80 عاماً.

## التعليم
تعلم في جامعة إدنبرة

## جوائز
حصل على جوائز منها:
- زمالة الجمعية الملكية
- نيشان الحمام من رتبة فارس
- قلادة ملكية.

## روابط خارجية
- جيمس ألفريد يوينغ على موقع الموسوعة البريطانية (الإنجليزية)